# 无宇宙论
無宇宙論與泛神論相反，否認宇宙的實在，認為它最終只是錯覺，只有無限未顯的「絕對」是真實的。 東、西方哲學中都能夠找到無宇宙論的概念。

### 東方哲學中的無宇宙論
「摩耶」在印度教不二論派中是一種無宇宙論的形式。「摩耶」的意思是"幻影"。
宇宙被認為是摩耶，然而這並不意味著認為宇宙是虛幻的。溫迪·多尼格解釋：“說宇宙是幻影（摩耶）不是說這是不現實的，而是說，它不是看起來的這樣，它是持續地被造的。摩耶不僅欺騙人對物的認識。更基本地，它將人對物的知識限制於次等的認識論和本體論上。

### 西方哲學中的無宇宙論
無宇宙論可以在一些西方哲學家的作品中看到，包括巴门尼德、柏拉圖、斯賓諾莎、康德、黑格爾、叔本華，以及布拉德利等英美理想主義者。
無宇宙論(Acosmism)一詞，通常會追朔到黑格爾的宗教哲學，特別在他對於泛神論的理解，以及駁斥斯賓諾莎是無神論者的指控。
斯塔斯認為所有哲學上的無宇宙論都植根於神秘經驗，無論作者是否意識到這一點。斯塔斯指出，大多數西方哲學家傾向一種合格的無宇宙論形式，世界不是那麼真實，而不是完全虛幻。他看見無宇宙論有兩個神秘來源來自「永恆時刻」，首先這個神秘的時刻包含永恆和無窮，所以沒有什麼是在其之外的，第二是因為「永恆時刻」被看作是至高無上的價值。